# Autbodus
De heilige Autbodus (- 690) was een Iers of een Schots monnik en missionaris, die samen met de heiligen Foillan en Ultanus vanaf het midden van de 7e eeuw het evangelie verkondigde in Henegouwen en later in Artesië en Picardië.
Autbodus trok zich later terug als heremiet nabij Laon en stierf er omstreeks 690.
Zijn feestdag is op 20 november en hij wordt vereerd in het dorp Wancourt nabij Atrecht.